# Автомобільна промисловість в Румунії

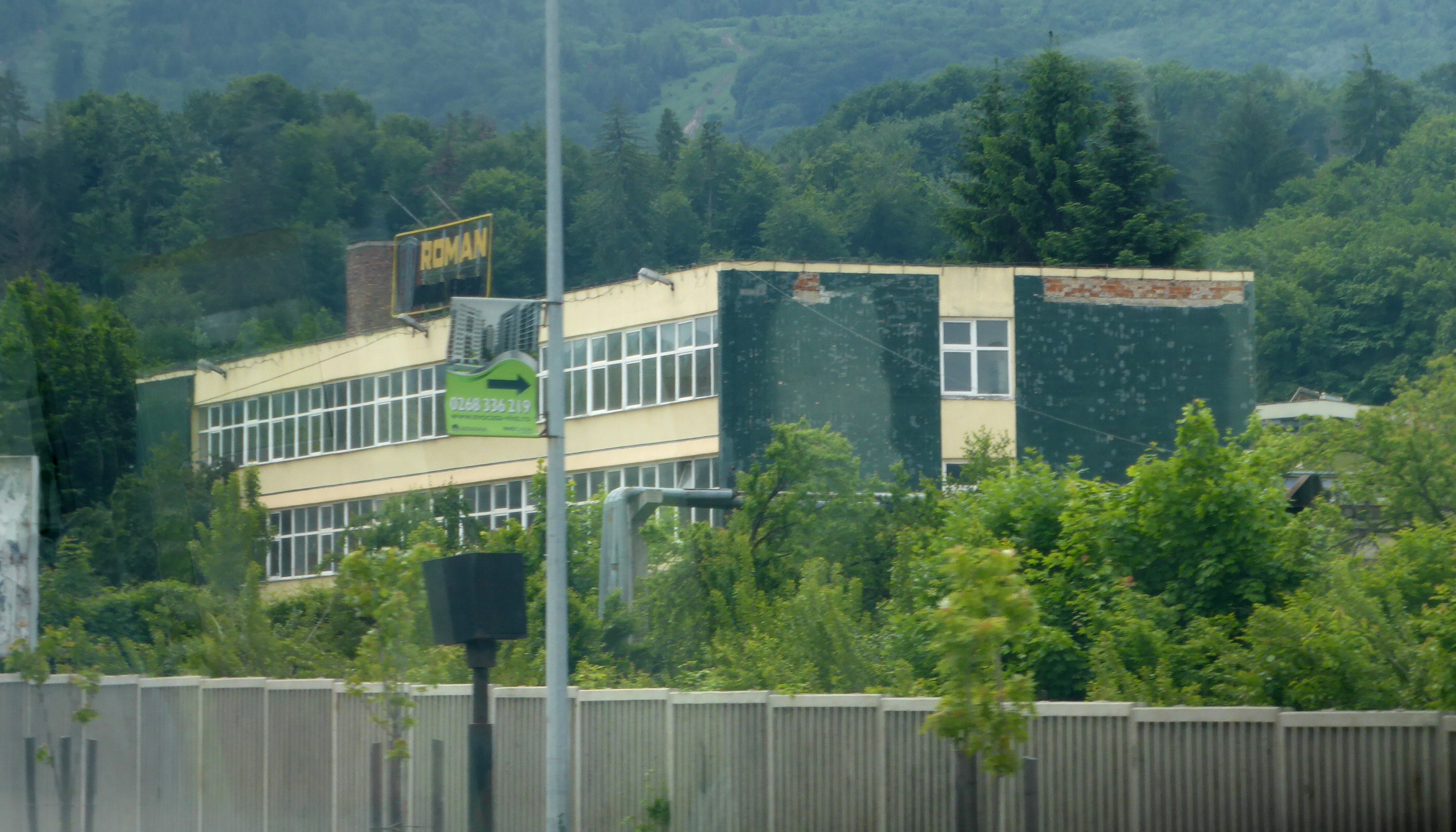
Завод Roman Braşov

Автомобільна промисловість Румунії — галузь економіки Румунії.
Соціалістична Румунія щорічно виробляла 100—200 тисяч автомобілів всіх типів (4-те місце в Радянському блоці (не враховуючи СРСР) після Польщі, Чехословаччини та НДР). Виробництво легкових автомобілів було організовано за допомогою французьких компаній таких як Renault та Citroen, а вантажних за допомогою радянських компаній ЗіЛ та ГАЗ.
Тепер румунська автомобільна промисловість виробляє понад 350 тисяч автомобілів на рік і включає в себе Dacia, Griviţa, Igero, Roman і Ford Romania (колишні виробничі потужності Daewoo і Oltcit). Інші компанії, такі як ARO, ROCAR і Uzina Tractorul Brașov також існували, перш ніж вони врешті-решт збанкрутували.
Значна частина румунської виробничої промисловості складається з галузевих заводів іноземних фірм, хоча є деякі важливі вітчизняні виробники, такі як Automobile Dacia, Ford Romania, Roman Braşov та Igero. У 2018 році в Румунії було вироблено приблизно 500,000 автомобілів, порівняно з приблизно 410,997 автомобілів у 2013 році та 78,165 у 2000 році.

## Історія

### 1900-1945 роки

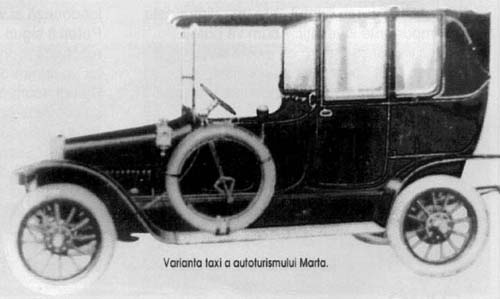
MARTA (1909 рік)

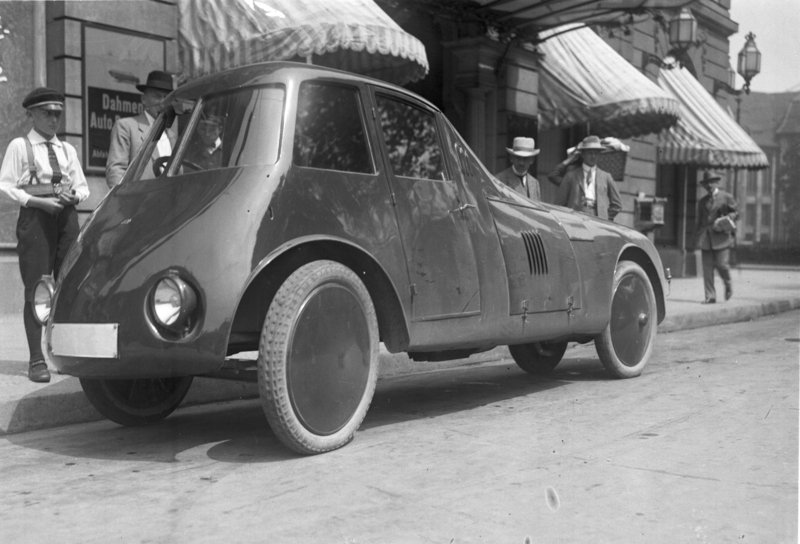
Автомобіль Persu (1924 рік)

У 1880 році румунський інженер та винахідник Думітру Васеску (Dumitru Văsescu) побудував інноваційний паровий автомобіль, який назвав своїм іменем.
У 1909 році, на заводах Magyar Automobil Reszveny Tarsasag Arad в Австро-Угорщині у м. Арад) вироблено автомобіль Marta. Він став першим автомобілем, виробленим на території сучасної Румунії. За рік було вироблено понад 150 автомобілів. За дизайном і технологічністю вони були подібні до тих авто, які вироблялись у Німеччині, з ланцюговим приводом і потужністю приблизно 30 к.с. 
Аурел Персу (Aurel Persu) був румунським інженером-механіком і вважається творцем першого автомобіля з аеродинамічним профілем у світі. Після багатьох аеродинамічних лабораторних випробувань і розрахунків, він прийшов до висновку, що ідеальна форма рухомого автомобіля — це округлий кузов спереду і довгий загострений ззаду. Він досяг успіху із низьким коефіцієнтом (0,22) аеродинамічного опору.
Він почав працювати в Бухаресті, а після Першої світової війни зв'язався з Емілем Еверліном і Габріелем Беккером, а потім повернувся до Німеччини. У 1922 році Персу зареєструвався в німецькому патентному відомстві в Берліні зі своїм «чотириколісним обтічним автомобілем з вбудованими колесами в обтічній формі». Автомобіль був побудований між 1922 і 1924 роками своїми власними коштами в Берліні.
Першим сучасним румунським автомобілем став Malaxa вироблений в 1945 році у місті Решица. Він був спроектований інженером Петре Карпом (Petre Carp) і оснащений трициліндровим двигуном з повітряним охолодженням, розвивав потужність 30 кінських сил і споживав 11 літрів на 100 км.
Раду Манікатіде (Radu Manicatide) вдалося створити свій власний концепт-кар в 1945 році. Це був маленький родстер, побудований в IAR Braşov, оснащений двотактним мотоциклетним двигуном, який виробляв 11,5 к.с. при 4000 об/хв. Автомобіль мав два сидіння, задній двигун і досягав швидкості у 70 км/год. Власна вага автомобіля становила 270 кг, споживав близько 4,5 л/100 км, і мав елегантний корпус, натхненний Jaguar XK120. 
У 1947 році під керівництвом Манікатіда на заводі МАВ було побудовано три машини. Вони були оснащені двотактним двигуном IAR002 потужністю 1000 куб.см, який виробляв 45 к.с. при 4300 об/хв. Максимальна швидкість цих автомобілів становила 124 км/год. Були також спортивні варіанти цього двигуна, які були здатні виробляти 100 к.с. і 5300 об/хв. 

### 1945-2000 роки

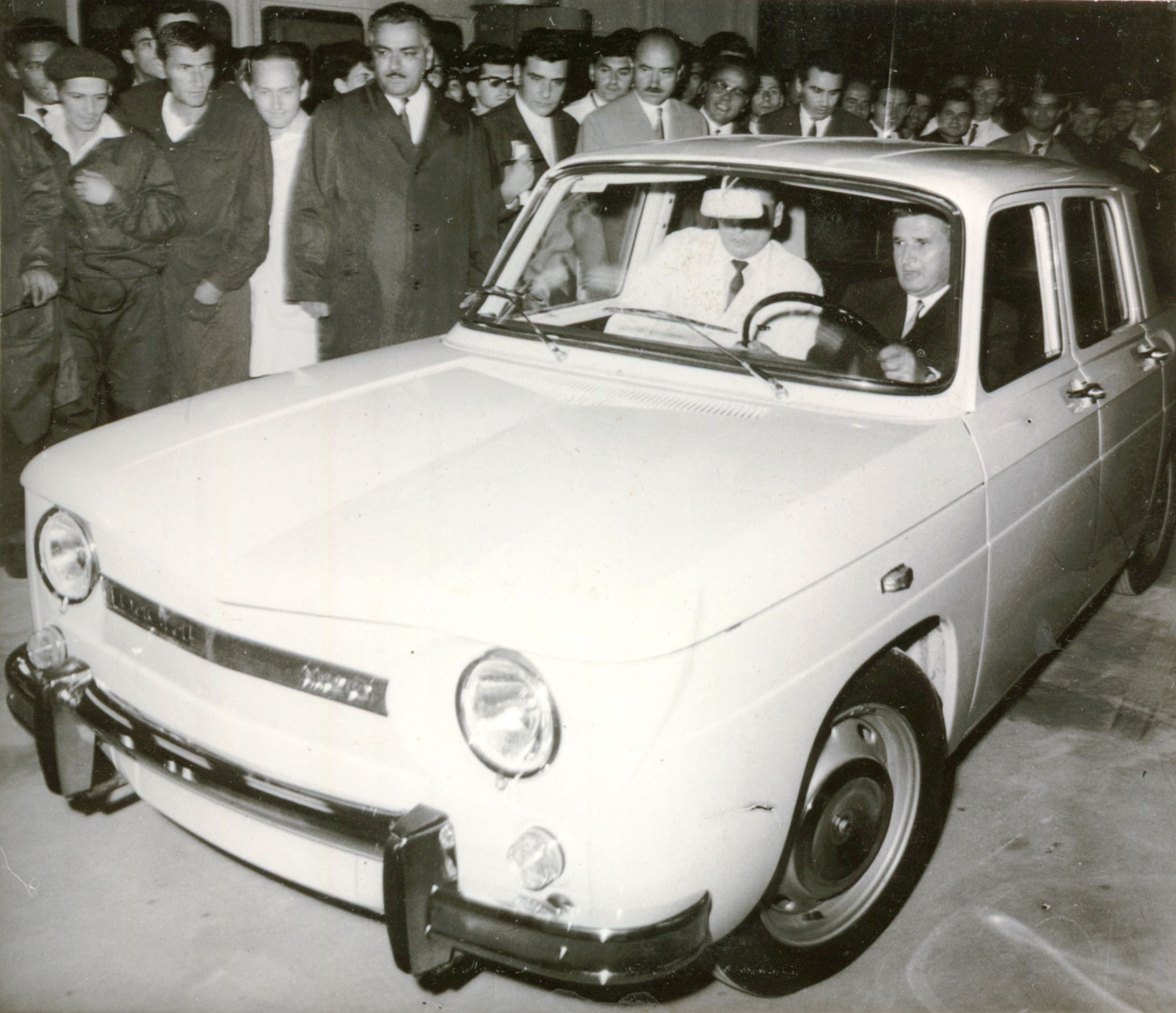
Ніколае Чаушеску за кермом першого автомобіля Dacia 8 (1968 рік)

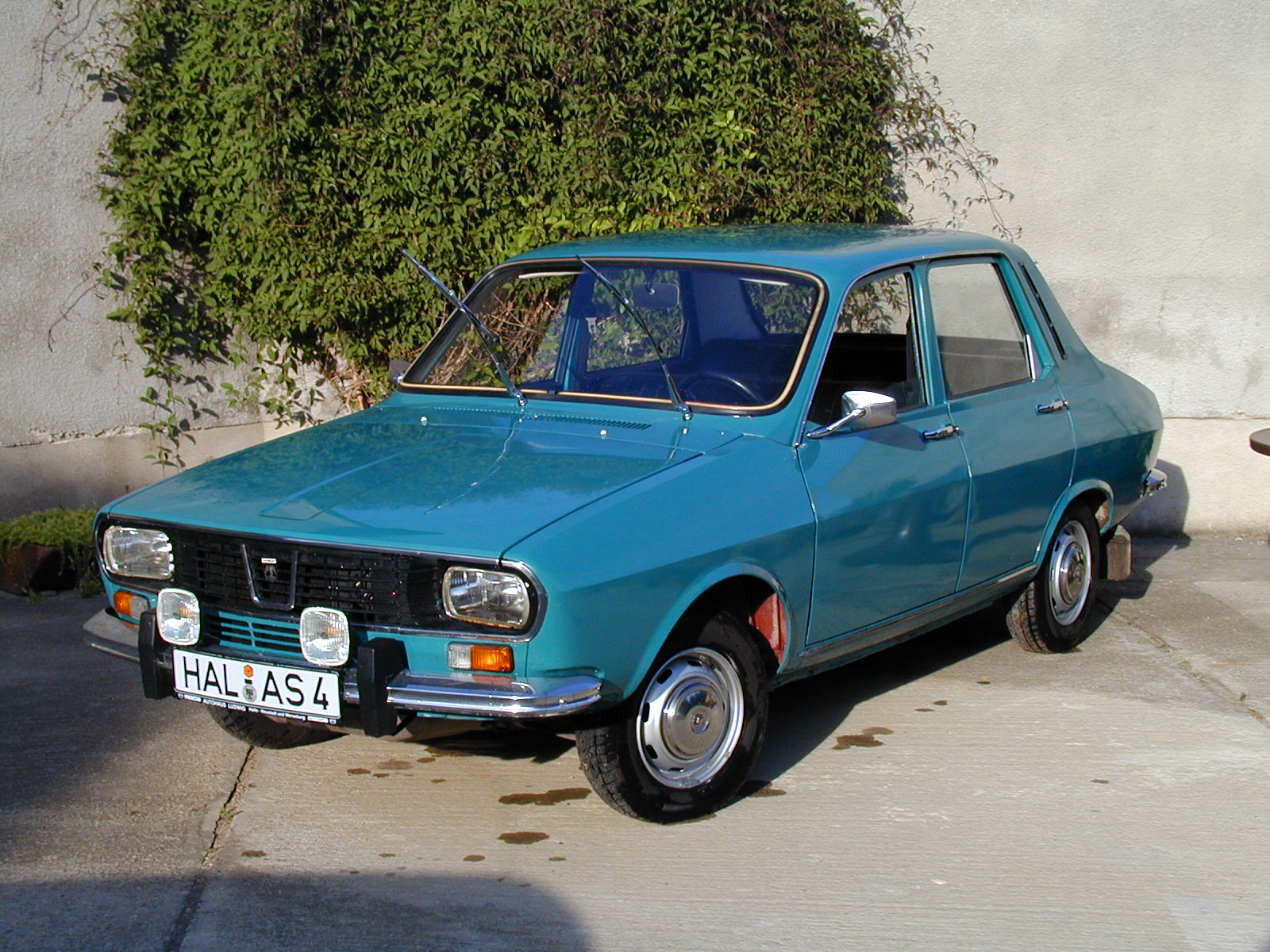
Dacia 1300 (1969–2004)

У Румунії після Другої світової війни з'явилися нові підприємства з виробництва легкових машин, позашляховиків, вантажівок і автобусів.
На заводі Steagul Roșu («Стягул Рошу» - «Червоний Прапор») в місті Брашові, побудованому за технічної допомоги Радянського Союзу, з 1954 року розпочато випуск вантажівок по типу радянських ЗІС-150. Пізніше з воріт заводу почали виходити вантажівки Bucegi («Бучедж» - «Буря») і  Carpați («Карпац» - «Карпати»). Згодом на підприємстві почали виробляти також нові важкі вантажівки Roman і DAC, що мають до 30 модифікацій, вантажопідйомністю від 7 до 50 тонн. Найпотужнішим вантажним автомобілем став 50-тонний кар'єрний самоскид DAC-90-31С. Він оснащувався дизелем потужністю 612 к.с.
У місті Мірча було налагоджено випуск дизель-електричних самоскидів вантажопідйомністю 110 тонн.
У 1955-1956 роках в Бухаресті на заводі Vulcan București («Вулкан Бухарест») вироблявся автобус MTD (Mao Tze Dun).
Завод Dacia («Дачія») в місті Пітешть випускав легкові автомобілі Dacia 1300, що виготовлялись за ліцензією французької фірми Renault. Максимальна швидкість цього автомобіля склала 140 км/год. Вироблялось 70,000 автомобілів на рік.
Завод ARO в місті Кимпулунг випускав позашляховики, що мали незалежну підвіску всіх коліс, а Uzina Autobuzul Tudor Vladimirescu (завод імені Владимиреску) в Бухаресті — в невеликих кількостях автобуси і легкі автофургони.
Протягом комуністичного періоду Румунія була одним з найбільших виробників автомобілів у Центральній та Східній Європі, проте промисловість після революції 1989 року знизилася. Раніше інші вітчизняні виробники, такі як Tractorul Braşov, ARO і Oltcit існували, однак вони зрештою збанкрутували через невдалу приватизацію в 1990-х роках. 

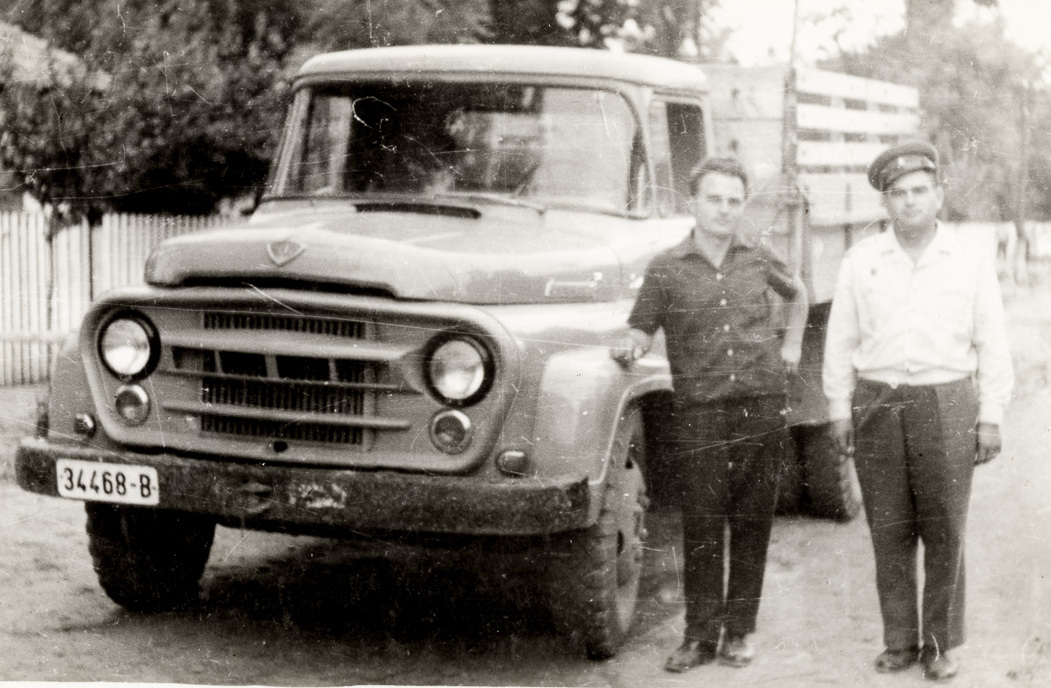
Steagul Roșu 131 Carpați (1954–1960)
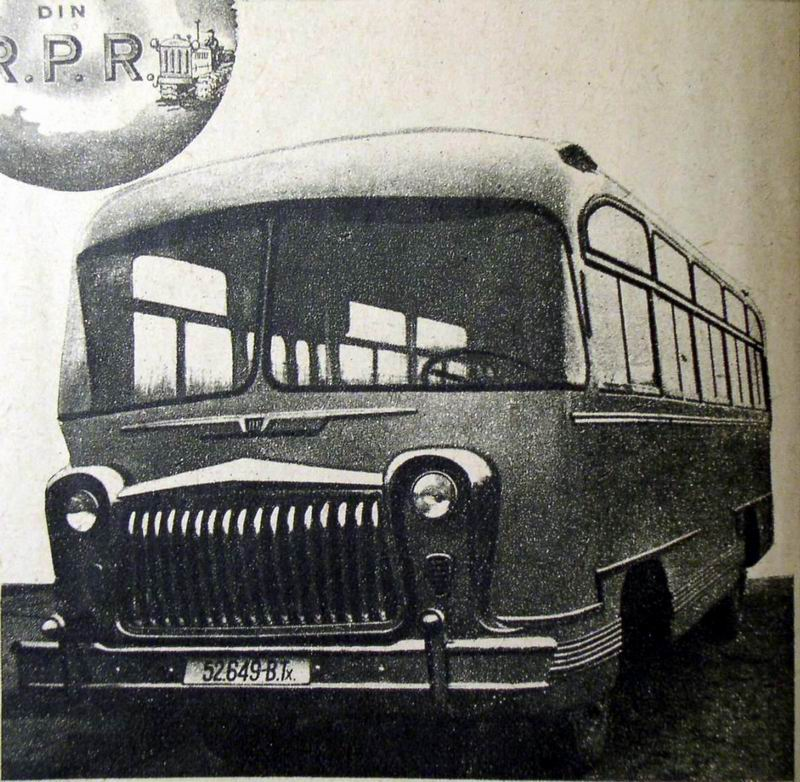
MTD (Mao Tze Dun) (1955–1956)
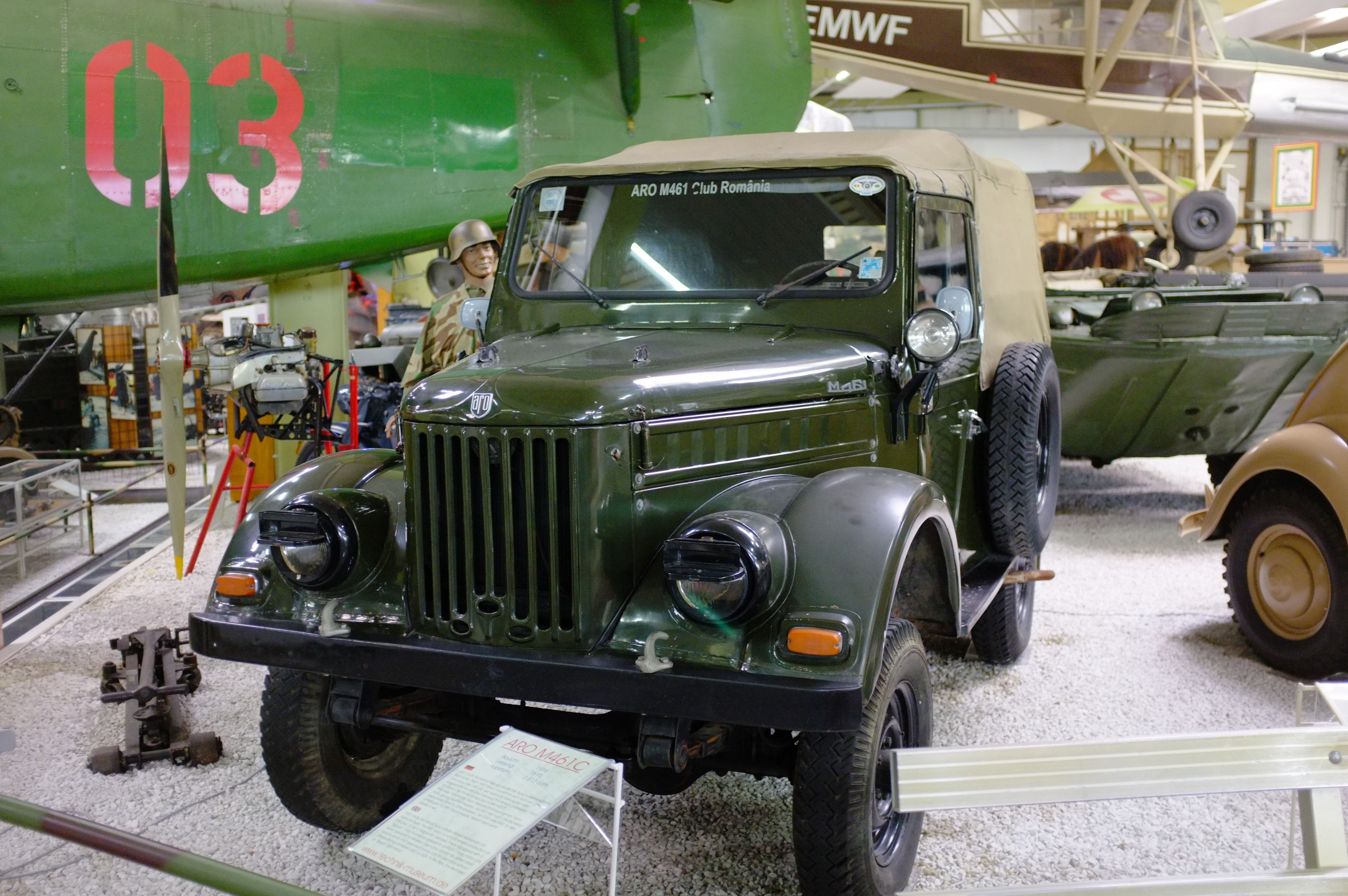
ARO M461 (1957–1975)
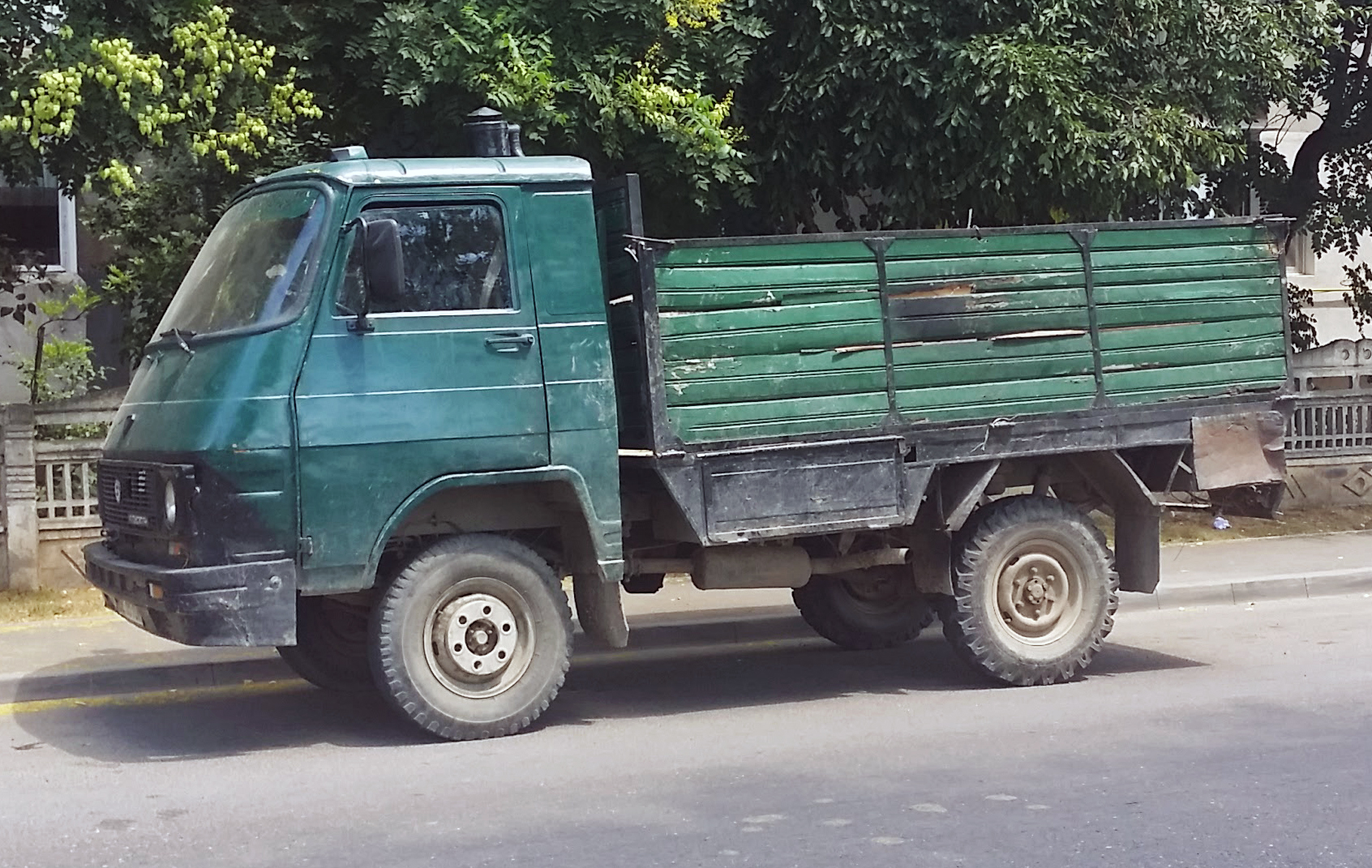
ROCAR 40 (1968–1973)
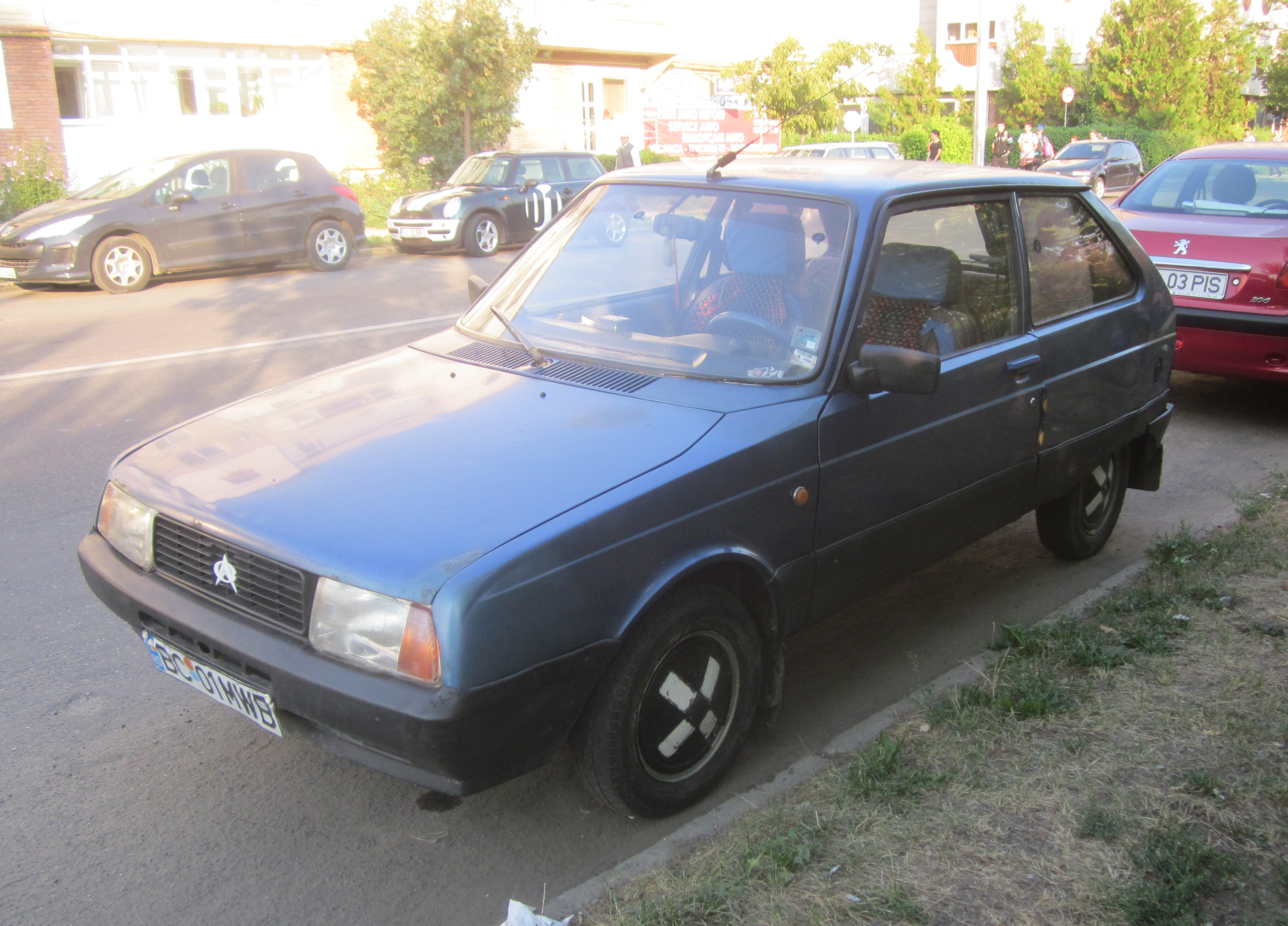
Oltcit Club (1981–1995)
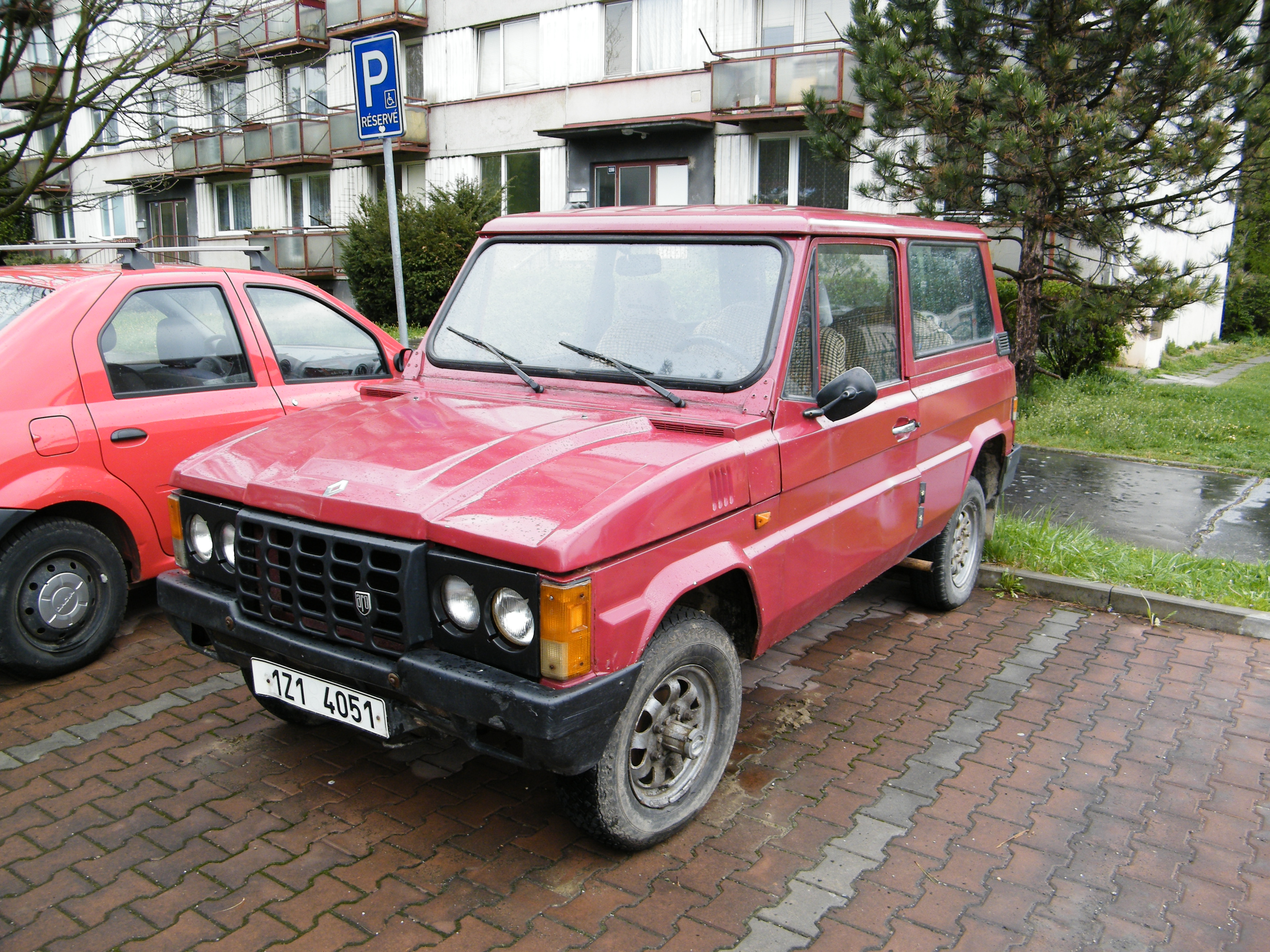
ARO 10 (1980–2003)

## Сучасний стан

### 2001-дотепер

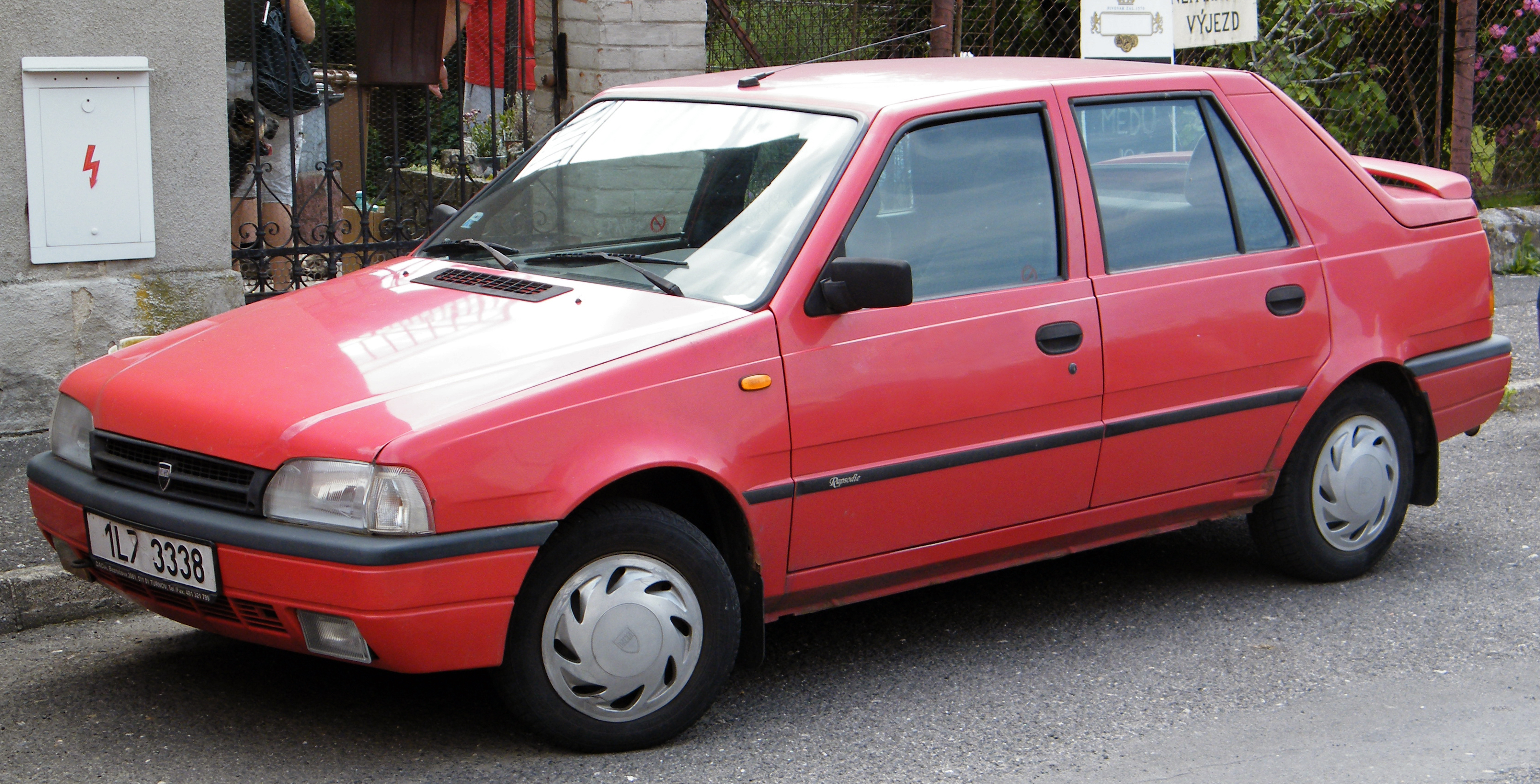
Dacia SupeRNova (2000–2003)

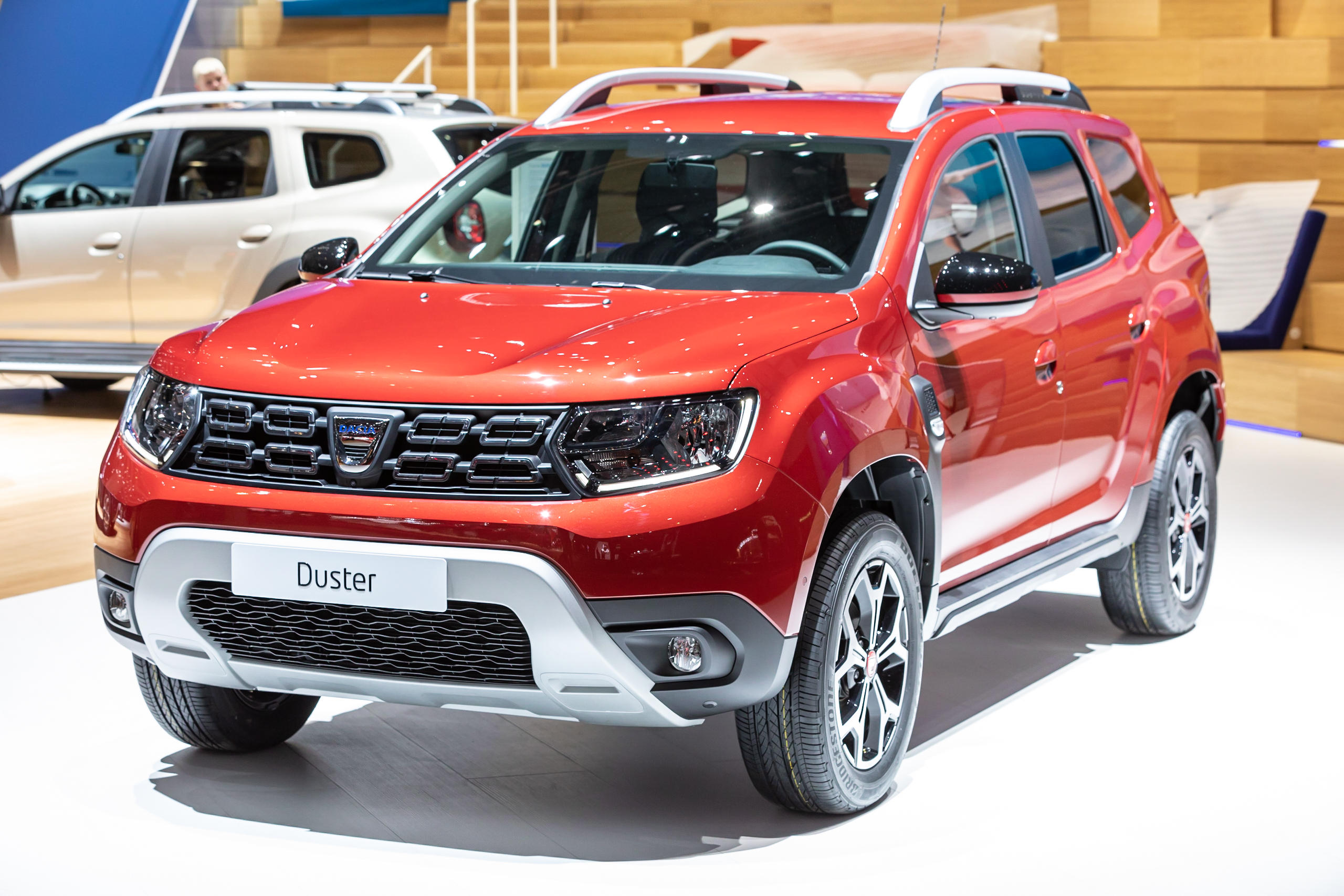
Dacia Duster (2017–дотепер)

З 1990 року кілька іноземних компаній, включаючи Mercedes-Benz, Audi, Hyundai, Volvo, Toyota і Peugeot висловлювали зацікавленість у відкритті своїх заводів в Румунії, але корупція, уряд і міністерства, що відмовлялися від співпраці не дозволили їм це зробити. В результаті, румунська автомобільна промисловість ще в 2000-х роках відставала від сусідніх країн, таких як Угорщина або Україна.
У 2014 році румунська автомобільна промисловість посідала 5-те місце в Центральній та Східній Європі, відстаючи від Чеської Республіки, Угорщини, Словаччини та Польщі.
Ford купив завод Automobile Craiova за 57 мільйонів дол. США, плануючи виробляти автомобілі у кількості понад 300,000 одиниць на рік до 2010 року. Ford заявив, що вкладе 675 мільйонів євро (923 мільйони доларів США) у колишній автомобільний завод Daewoo і що він буде купувати поставки з румунського ринку на суму 1 млрд. євро (1,39 млрд. дол. США). У вересні 2009 року компанія почала складати Ford Transit Connect у Крайові, а в 2012 році почалося виробництво нового Ford B-Max.
Robert Bosch GmbH, найбільший у світі постачальник автомобільних компонентів, інвестуватиме до 60 мільйонів євро (79 мільйонів дол. США) у новий завод у Джуку, Румунія. Новий завод Bosch буде виробляти електронні компоненти для автомобілів і створить приблизно 2,000 робочих місць.
Dacia Logan стала найбільш продаваною моделлю в першому півріччі 2007 року серед новими автомобілів у Центральній та Східній Європі, з 52,750 проданими одиницями, випередивши Skoda Fabia (41,227 одиниць), Skoda Octavia (33,483 одиниці), Opel Astra (16,442 одиниці) і Ford Focus (14,909 одиниць).
У 2012 році Dacia випустила чотири нові моделі: Lodgy і Dokker, і друге покоління Logan і Sandero,  в той час як Ford випустив свій новий міні-MPV, B-Max. Обидва виробники також представили два нові і технологічно просунуті турбонаддувні трициліндрові бензинові двигуни (1,0-літровий EcoBoost і 0,9-літровий двигун TCe), які виробляються на місцевому рівні і представляють прем'єри у своїх сегментах. 

## Виробники

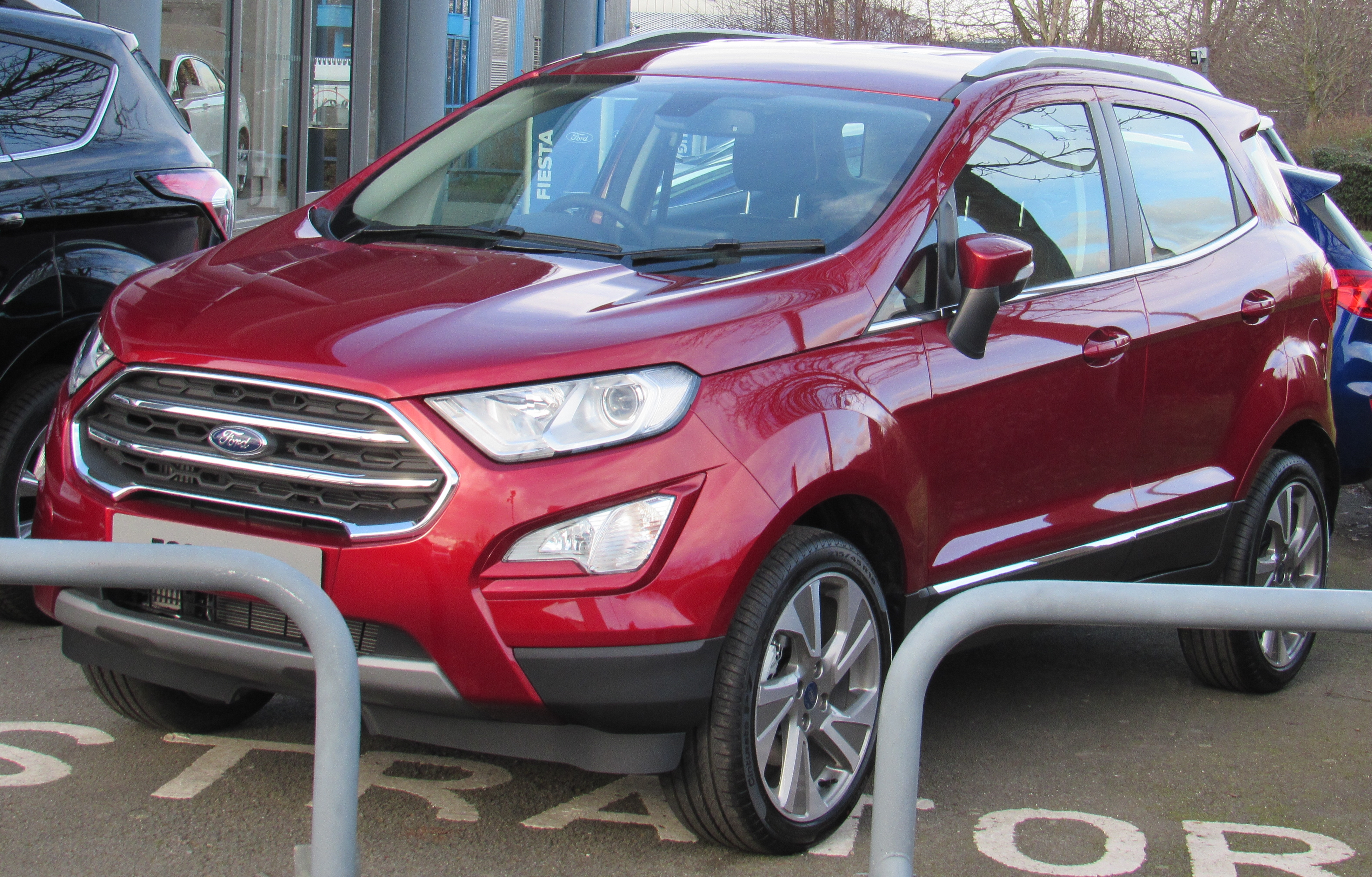
Ford EcoSport (2013–дотепер)

### Діючі
- Astra Bus (1996—дотепер)
- C&I Eurotrans XXI (Cibro) (2002—дотепер)
- DAC (1973—дотепер)
- El Car (2003—дотепер)
- Ford Romania (2008—дотепер)
- Grivița (Grivbuz) (1993—дотепер)
- Dacia (1966—дотепер)
- Roman (1954—дотепер)

### Недіючі
- ARO (1957-2006)
- Automobile Craiova (1991-2006)
- Oltcit (1976-1991)
- Rocar (1951-2002)

## Обсяг виробництва за роками
|                               | 2019    | 2018    | 2017    | 2016    | 2015    | 2014    | 2013    | 2012    | 2011    | 2010    | 2009    | 2008    | 2007    | 2006    | 2005    | 2004    | 2003   | 2002   | 2001   |
| ----------------------------- | ------- | ------- | ------- | ------- | ------- | ------- | ------- | ------- | ------- | ------- | ------- | ------- | ------- | ------- | ------- | ------- | ------ | ------ | ------ |
| Автомобілі                    | 490,412 | 476,769 | 359,240 | 358,861 | 387,171 | 391,422 | 410,959 | 326,556 | 310,243 | 323,587 | 279,320 | 231,056 | 234,103 | 201,663 | 174,538 | 98,997  | 75,706 | 65,266 | 56,774 |
| Комерційні транспортні засоби | 0       | 0       | 10      | 445     | 6       | 12      | 38      | 11,209  | 24,989  | 27,325  | 17,178  | 14,252  | 7,609   | 11,934  | 20,644  | 23,188  | 19,541 | 14,190 | 11,987 |
| Загалом                       | 490,412 | 476,769 | 359,250 | 359,306 | 387,177 | 391,434 | 410,997 | 337,765 | 335,232 | 350,912 | 296,498 | 245,308 | 241,712 | 213,597 | 194,802 | 122,185 | 95,247 | 79,456 | 68,761 |
| Зростання                     | 2.86%   | 31.09%  | -0.02%  | -7.2%   | -1.1%   | -4.8%   | 21.7%   | 0.8%    | -4.5%   | 18.4%   | 20.9%   | 1.5%    | 13.2%   | 9,6%    | 59.4%   | 28.3%   | 19.9%  | 15.6%  | -12.0% |

|                               | 2000   | 1999    | 1995   | 1990   | 1989    | 1980    | 1970   | 1960   |
| ----------------------------- | ------ | ------- | ------ | ------ | ------- | ------- | ------ | ------ |
| Автомобілі                    | 64,181 | 88,313  | 93,000 | 94,000 | 160,000 | 124,000 | 59,000 | 12,000 |
| Комерційні транспортні засоби | 13,984 | 18,584  |        |        |         |         |        |        |
| Загалом                       | 78,165 | 106,897 | 93,000 | 94,000 | 160,000 | 124,000 | 59,000 | 12,000 |
| Зростання                     | -26.9% |         |        |        |         |         |        |        |

| Рік  | Обсяг виробництва |  | 0—100 тисяч | 0—100 тисяч | 0—100 тисяч | 0—100 тисяч | 0—100 тисяч | 0—100 тисяч | 0—100 тисяч | 0—100 тисяч | 0—100 тисяч | 0—100 тисяч | 100—200 тисяч | 100—200 тисяч | 100—200 тисяч | 100—200 тисяч | 100—200 тисяч | 100—200 тисяч | 100—200 тисяч | 100—200 тисяч | 100—200 тисяч | 100—200 тисяч | 200—300 тисяч | 200—300 тисяч | 200—300 тисяч | 200—300 тисяч | 200—300 тисяч | 200—300 тисяч | 200—300 тисяч | 200—300 тисяч | 200—300 тисяч | 200—300 тисяч | 300—400 тисяч | 300—400 тисяч | 300—400 тисяч | 300—400 тисяч | 300—400 тисяч | 300—400 тисяч | 300—400 тисяч | 300—400 тисяч | 300—400 тисяч | 300—400 тисяч |  |
| ---- | ----------------- |  | ----------- | ----------- | ----------- | ----------- | ----------- | ----------- | ----------- | ----------- | ----------- | ----------- | ------------- | ------------- | ------------- | ------------- | ------------- | ------------- | ------------- | ------------- | ------------- | ------------- | ------------- | ------------- | ------------- | ------------- | ------------- | ------------- | ------------- | ------------- | ------------- | ------------- | ------------- | ------------- | ------------- | ------------- | ------------- | ------------- | ------------- | ------------- | ------------- | ------------- |  |
| 1960 | 12,000            |  |             |             |             |             |             |             |             |             |             |             |               |               |               |               |               |               |               |               |               |               |               |               |               |               |               |               |               |               |               |               |               |               |               |               |               |               |               |               |               |               |  |
| 1970 | 59,000            |  |             |             |             |             |             |             |             |             |             |             |               |               |               |               |               |               |               |               |               |               |               |               |               |               |               |               |               |               |               |               |               |               |               |               |               |               |               |               |               |               |  |
| 1980 | 124,000           |  |             |             |             |             |             |             |             |             |             |             |               |               |               |               |               |               |               |               |               |               |               |               |               |               |               |               |               |               |               |               |               |               |               |               |               |               |               |               |               |               |  |
| 2000 | 78,165            |  |             |             |             |             |             |             |             |             |             |             |               |               |               |               |               |               |               |               |               |               |               |               |               |               |               |               |               |               |               |               |               |               |               |               |               |               |               |               |               |               |  |
| 2005 | 194,802           |  |             |             |             |             |             |             |             |             |             |             |               |               |               |               |               |               |               |               |               |               |               |               |               |               |               |               |               |               |               |               |               |               |               |               |               |               |               |               |               |               |  |
| 2006 | 213,597           |  |             |             |             |             |             |             |             |             |             |             |               |               |               |               |               |               |               |               |               |               |               |               |               |               |               |               |               |               |               |               |               |               |               |               |               |               |               |               |               |               |  |
| 2007 | 241,712           |  |             |             |             |             |             |             |             |             |             |             |               |               |               |               |               |               |               |               |               |               |               |               |               |               |               |               |               |               |               |               |               |               |               |               |               |               |               |               |               |               |  |
| 2008 | 245,308           |  |             |             |             |             |             |             |             |             |             |             |               |               |               |               |               |               |               |               |               |               |               |               |               |               |               |               |               |               |               |               |               |               |               |               |               |               |               |               |               |               |  |
| 2009 | 296,498           |  |             |             |             |             |             |             |             |             |             |             |               |               |               |               |               |               |               |               |               |               |               |               |               |               |               |               |               |               |               |               |               |               |               |               |               |               |               |               |               |               |  |
| 2010 | 350,912           |  |             |             |             |             |             |             |             |             |             |             |               |               |               |               |               |               |               |               |               |               |               |               |               |               |               |               |               |               |               |               |               |               |               |               |               |               |               |               |               |               |  |
| 2011 | 335,232           |  |             |             |             |             |             |             |             |             |             |             |               |               |               |               |               |               |               |               |               |               |               |               |               |               |               |               |               |               |               |               |               |               |               |               |               |               |               |               |               |               |  |